# Hangasjärvi (sjö i Rovaniemi, Lappland, Finland)
Hangasjärvi eller Kangasjärvi är en sjö i Finland. Den ligger i kommunen Rovaniemi i landskapet Lappland, i den norra delen av landet, 700 km norr om huvudstaden Helsingfors. Kangasjärvi ligger 203,3 meter över havet. Arean är 30,2 hektar och strandlinjen är 2,76 kilometer lång. Sjön  ingår i Kemi älvs huvudavrinningsområde. 